# Căng vòng
Trong hóa học hữu cơ, căng vòng là hiện tượng không ổn định của các phân tử có cấu tạo mạch vòng—chẳng hạn như các cycloankan—do sự phân bổ không gian cao năng lượng không được ưa thích của các nguyên tử trong nó. Các phân tử không có cấu tạo mạch vòng không có sự căng vòng do các nguyên tử ở cuối mạch của chúng không bị cưỡng ép kết nối thành một dạng cụ thể trong định hướng không gian.
Căng vòng là tổ hợp của các hiệu ứng căng xoắn và căng góc.